# Hackney (borough)
Hackney (London Borough of Hackney) is een Engels district of borough in de regio Groot-Londen, gelegen in het centrale deel van de metropool. De borough telde 275.929 inwoners in 2017. De oppervlakte bedraagt 19 km².
Van de bevolking is 9,3% ouder dan 65 jaar. De werkloosheid bedraagt 6,9% van de beroepsbevolking (cijfers volkstelling 2001).

## Wijken in Hackney
- Dalston
- Hackney Marshes
- Haggerston
- Homerton
- Hoxton
- Lea Bridge
- Shoreditch
- Stamford Hill
- Stoke Newington

## Bekende inwoners van Hackney

### Geboren
- Filip Tas (1918-1997), Belgisch fotograaf
- Lewis Gilbert (1920-2018), filmregisseur en acteur
- Marc Bolan (1947-1977), popmusicus, singer-songwriter en gitarist en oprichter van T. Rex
- Ray Clarke (1952), voetballer
- Nicko McBrain (1952), drummer van de metalband Iron Maiden
- William Orbit (1956), artiest, platenbaas, componist en producer van dance-muziek
- Eric Bristow (1957-2018), meervoudig wereldkampioen darts
- Ray Winstone (1957), acteur
- Pauline Quirke (1959), actrice
- Stephen Street (1960), muziekproducent en geluidstechnicus
- Kim Appleby (1961), zangeres van het duo Mel & Kim
- Justin Fashanu (1961-1998), voetballer
- Mel Appleby (1966-1990), zangeres van het duo Mel & Kim
- Shaka Hislop (1969), voetballer uit Trinidad en Tobago
- Idris Elba (1972), acteur en regisseur
- Phillips Idowu (1978), Europees kampioen hink-stap-springen 2010
- Kevin Lisbie (1978), voetballer
- Paloma Faith (1981), singer-songwriter en actrice
- Anne Keothavong (1983), tennisspeelster in de WTA-competitie
- Bradley Johnson (1987), voetballer
- Ayo Obileye (1994), voetballer
- Shaquile Coulthirst (1994), voetballer

## Trivia
- In Hackney woonde William Lyttle die zo'n 40 jaar lang onder zijn huis en daarbuiten tunnels groef als hobby. In 2006 kwam de omvang van zijn graafwerk aan het licht, waarna de autoriteiten Lyttle uit zijn huis zetten en de tunnels lieten volstorten.